# Gornji Vijačani
Gornji Vijačani (en serbe cyrillique : Горњи Вијачани) est un village de Bosnie-Herzégovine. Il est situé dans la municipalité de Prnjavor et dans la république serbe de Bosnie. Selon les premiers résultats du recensement bosnien de 2013, il compte 708 habitants.
Une partie de la communauté locale de Gornji Vijačani se trouve dans la municipalité de Čelinac (république serbe de Bosnie) et porte le nom de Vijačani Gornji.

## Démographie

### Évolution historique de la population dans la localité
| 1948 | 1953 | 1961  | 1971  | 1981  | 1991  | 2013 |
| ---- | ---- | ----- | ----- | ----- | ----- | ---- |
| -    | -    | 1 401 | 1 412 | 1 361 | 1 074 | 708  |

|  |